# Oloibiri
Koordinaten: 4° 40′ 2″ N, 6° 18′ 30″ O
Oloibiri ist ein Dorf in Nigeria im Bundesstaat Bayelsa.
Anfang des 20. Jahrhunderts wurde die Kirche des Heiligen Michaels errichtet. In dieser Zeit wurde auch die erste, kirchliche, Schule errichtet.
Das Dorf gilt als der Ort in Nigeria, bei dem im Juni 1956 von Shell erstmals erfolgreich nach Erdöl gebohrt wurde. Nach anderen Angaben soll diese Bohrung im Nachbardorf Ogbia stattgefunden haben. Laut einer anderen Überlieferung wurde der erste Ölfund im zehn Kilometer entfernten Itokopiri gemacht.
Auf dem Oloibiri-Feld wurden in der Anfangsphase bis zu 5100 Barrel (1 Barrel=159 Liter) Rohöl pro Tag gefördert. Als Gegenleistung für den Abbau auf einer Fläche von 2138 Acres (865 Hektaren) sollte Shell den Aufbau der örtlichen Infrastruktur übernehmen. Die mit der Bevölkerung vereinbarten Bauvorhaben wurden nicht verwirklicht. Im Jahr 2014 hatte Oloibiri noch immer kleine Verbindung zum Stromnetz.
Für die Einwohner hat sich durch den Ölfund keine Verbesserung des Lebens ergeben. In den 1970er-Jahren wurde die Erdölförderung eingestellt. Die Zahl der Einwohner sank von etwa 10.000 in den 1980er Jahren auf unter 1000 im Jahr 2007. Die Menschen leben an oder unter der Armutsgrenze. Durch die Ölförderung ist (2009) das Grundwasser vergiftet, der Fischfang im Nigerdelta ist verunmöglicht.
Der Name des Dorfes leitet sich möglicherweise von dem Personennamen Oloi ab. Ein Mann dieses Namens soll das Dorf gegründet haben.